# Elena Runggaldier
Elena Runggaldier (* 10. Juli 1990 in Bozen) ist eine ehemalige italienische Skispringerin. Sie wurde bei den Weltmeisterschaften 2011 in Oslo Vizeweltmeisterin.

## Werdegang
Elena Runggaldier ist in St. Christina in Gröden aufgewachsen und hat einen Handelsoberschul-Abschluss (Abitur), das folgende Architektur-Studium hatte sie jedoch abgebrochen, um sich voll der Sportkarriere zu widmen. Sie wurde im Alter von 12 Jahren von ihrem Trainer Romed Moroder entdeckt, als sie sich noch für das Langlaufen interessierte. Aktuell startet sie für die G.S. Fiamme Gialle. Ihre ersten FIS-Springen bestritt sie seit Sommer 2003. Im Januar 2005 gab sie ihr Debüt im Skisprung-Continental-Cup und wurde bei ihrem ersten Springen in Planica 23. und gewann damit erste Punkte. Schon im Februar sprang Runggaldier als Achte in Baiersbronn erstmals unter die besten Zehn. Normal wurden für die Italienerin Ergebnisse zwischen Platz 10 und 25. Bei der Junioren-WM 2006 in Kranj gewann sie hinter Juliane Seyfarth und Atsuko Tanaka die Bronzemedaille. Wenige Tage später belegte sie in Baiersbronn den vierten Rang bei einem Continental-Cup-Springen. Es wurde ihr bestes Resultat in der Serie, das sie nur 2008 in Liberec nochmals erreichen konnte. Die Junioren-Weltmeisterschaften 2007 in Tarvisio brachte einen neunten Platz, 2008 in Zakopane gewann sie hinter Jacqueline Seifriedsberger die Silbermedaille. Mit Platz 13 erreichte die Italienerin in Štrbské Pleso 2009 ihr schlechtestes Junioren-WM-Ergebnis. Anschließend startete Runggaldier bei den ersten Nordischen Skiweltmeisterschaften in Liberec, bei der Frauen-Skispringen durchgeführt wurde. Als 32. verpasste sie jedoch knapp die Qualifikation für den Finaldurchgang. Nachdem sie in der Saison 2009/10 im Continental Cup stark schwankende Leistungen gebracht hatte, konnte sie bei den Juniorenweltmeisterschaften 2010 in Hinterzarten die Goldmedaille gewinnen. Auch bei Winter-Universiade 2011 im türkischen Erzurum konnte sie den Titel gewinnen. Bei den Nordischen Skiweltmeisterschaften 2011 in Oslo erreichte sie den zweiten Platz hinter Daniela Iraschko. Die Medaille der Grödnerin war historisch: Noch nie hatte ein Athlet des italienischen Wintersportverbandes bei einer Skisprung-WM eine Medaille geholt.
Runggaldier startete am 3. Dezember 2011 in Lillehammer beim ersten Wettbewerb des Weltcups in der Geschichte des Damen-Skispringens, der in der Saison 2011/12 eingeführt wurde. Bei diesem Wettbewerb belegte sie den 24. Platz. Ihre beste Platzierung in der Premieren-Saison war Rang 17 in Hinzenbach. Im Gesamtweltcup wurde sie 31. Im Sommer 2012 startete sie bei dem ebenfalls für die Frauen neu eingeführten Sommer-Grand-Prix. Beim ersten Grand-Prix-Springen der Damen belegte sie am 15. August 2013 in Courchevel Rang 35. Nur zwei Tage später holte sie beim Wettbewerb in Hinterzarten als 14. ihre ersten Grand-Prix-Punkte. Zum Auftakt der Weltcup-Saison 2012/13 in Lillehammer sprang sie zusammen mit Andrea Morassi, Evelyn Insam und Sebastian Colloredo als Dritter hinter Norwegen und Japan auf das Podest beim Mixed-Teamwettbewerb. Während der Saison erzielte sie ihre ersten Top-Ten-Platzierungen in Einzel-Weltcupspringen. In Sapporo und Oslo belegte sie jeweils den fünften Rang. Bei den Nordischen Skiweltmeisterschaften 2013 in Val di Fiemme belegte sie den zwölften Rang im Einzel- und den siebten Rang im Mixed-Teamwettbewerb.
Bei der Olympiapremiere des Damenskispringens 2014 in Sotschi belegte sie Rang 29. Bei den Nordischen Skiweltmeisterschaften 2015 in Falun belegte sie den 30. Rang im Einzel- und den neunten Rang im Mixed-Teamwettbewerb. Nachdem sie in den Saisons 2013/14 und 2014/15 nicht über Platz 13 in Einzel-Weltcupspringen hinauskam, konnte sie in der Saison 2015/16 wieder bessere Leistungen erzielen. Sie erreichte drei Top-10-Platzierungen mit Rang acht als bestes Ergebnis. In der Gesamtwertung landete sie mit 284 Punkten auf dem 16. Platz und erreichte damit ihr bis dahin bestes Abschneiden im Gesamtweltcup.
Bei den Nordischen Skiweltmeisterschaften 2017 in Lahti belegte Runggaldier den 18. Rang im Einzel- und den siebten Rang im Mixed-Teamwettbewerb. In der Saison 2016/17 wurde sie mit 169 Punkten 21. im Gesamtweltcup. In der Saison 2017/18 erreichte sie nur eine Weltcup-Platzierung unter den besten 20, sonst landete sie auf den Plätzen zwischen 20 und 40. Im Februar 2018 nahm sie in Pyeongchang zum zweiten Mal an den Olympischen Winterspielen 2018 teil. Im Einzelwettbewerb auf der Normalschanze belegte sie den 33. Platz bei 35 Teilnehmern.
Bei den Weltmeisterschaften 2019 in Seefeld in Tirol wurde sie im Einzelwettbewerb 27. und belegte sowohl mit der Frauen- als auch mit der Mixed-Mannschaft den achten Rang. Nach der Saison 2019/20 beendete Runggaldier ihre Karriere.

## Privates
Ihr jüngerer Bruder ist der Nordische Kombinierer Mattia Runggaldier und ihr älterer Bruder ist Skisprungtrainer im Ski Club Gardena Raiffeisen. Im September 2020 heiratete sie ihren langjährigen Freund François Braud. Im Mai 2021 wurde ihr gemeinsamer Sohn geboren.

## Erfolge

### Continental-Cup-Siege im Einzel
| Nr. | Datum           | Ort     | Typ           |
| --- | --------------- | ------- | ------------- |
| 1.  | 1. Oktober 2010 | Liberec | Normalschanze |

## Statistik

### Weltcup-Platzierungen
| Saison  | Platz | Punkte |
| ------- | ----- | ------ |
| 2011/12 | 31.   | 073    |
| 2012/13 | 20.   | 205    |
| 2013/14 | 27.   | 163    |
| 2014/15 | 37.   | 023    |
| 2015/16 | 16.   | 284    |
| 2016/17 | 21.   | 169    |
| 2017/18 | 35.   | 041    |
| 2018/19 | 23.   | 215    |
| 2019/20 | 34.   | 030    |

### Grand-Prix-Platzierungen
| Saison | Platz | Punkte |
| ------ | ----- | ------ |
| 2012   | 31.   | 18     |
| 2013   | 24.   | 61     |
| 2015   | 40.   | 02     |
| 2016   | 12.   | 76     |
| 2017   | 20.   | 49     |
| 2019   | 30.   | 13     |

### Continental-Cup-Platzierungen
| Saison  | Platz | Punkte |
| ------- | ----- | ------ |
| 2004/05 | 19.   | 126    |
| 2005/06 | 22.   | 193    |
| 2006/07 | 28.   | 166    |
| 2007/08 | 23.   | 176    |
| 2008/09 | 31.   | 107    |
| 2009/10 | 18.   | 238    |
| 2010/11 | 12.   | 338    |
| 2011/12 | 57.   | 013    |
| 2013/14 | 15.   | 076    |
| 2014/15 | 21.   | 076    |
| 2015/16 | 09.   | 144    |